# Adanilo
Adanilo Reis da Costa (Manaus, 30 de novembro de 1990) é um ator e dramaturgo brasileiro.

## Biografia
Adanilo é indígena, descendente de povos das regiões do Baixo Solimões e do Baixo Tapajós. Ele tem formação técnica em Rádio e TV e estudou na Escola Técnica de Teatro (ETET) Martins Penna, no Rio de Janeiro.

## Carreira
Em 2012, Adanilo foi sócio-fundador da Artrupe Produções junto com outros artistas, produzindo trabalhos como ator, dramaturgo e diretor. Em 2014 veio a primeira atuação no audiovisual, no curta-metragem A Menina do Guarda-Chuva, e no ano seguinte atuou em Aquela Estrada, ambos com direção de Rafael Ramos. Atuou também em O Tempo Passa, de Diego Bauer. A participação na elogiada peça A Casa de Inverno registrada em Formas de Voltar Para Casa acabou sendo o último trabalho dele junto com o grupo amazonense.
Como dramaturgo foi convidado na IV Janela de Dramaturgia, importante evento mineiro sobre a escrita para teatro, além de ter lançado, como co-autor, o livro Outras Dramaturgias, uma coletânea com peças de autores do norte. Adanilo foi vencedor do Jovens Dramaturgos, do Sesc, publicando seu livro "Bicho Doido", e do concurso Amazonas Dramaturgia, onde publicou em livro seu texto "Considerado".
Adanilo integra os elenco dos filmes Marighella, que marca a estreia de Wagner Moura como diretor e produzido pela O2 Filmes, Noites Alienígenas, de Sergio de Carvalho, Oeste Outra Vez, dirigido por Erico Rassi, "Ricos de Amor 2", produção da Netflix dirigida por Bruno Garotti. Participou das séries "Cidade Invisível", direção geral de Carlos Saldanha; "Dom", da Amazon, dirigida por Breno Silveira; "Um Dia Qualquer", dirigida por Pedro von Krüger; e está no elenco da segunda temporada da série Segunda Chamada da Rede Globo. Em 2024, participou da primeira fase do reboot de Renascer como Deocleciano (posteriormente defendido por Jackson Antunes), recebendo elogios de público e crítica por sua atuação. Integrou o elenco da novela das 19h Volta por Cima como Sidney, um dos motoristas da empresa de ônibus da novela, a Viação Formosa, e grande amigo de Jão (Fabrício Boliveira).

## Filmografia

### Televisão
| Ano     | Título           | Personagem          | Notas                                      |
| ------- | ---------------- | ------------------- | ------------------------------------------ |
| 2021    | Segunda Chamada  | Anuiá               |                                            |
| 2023    | Cidade Invisível | Daniel              |                                            |
| 2023    | Um Dia Qualquer  | Floresta            |                                            |
| 2023    | Dom              | Aracaê              |                                            |
| 2024    | Renascer         | Deocleciano (jovem) | Episódios: "22 de janeiro–05 de fevereiro" |
| 2024–25 | Volta por Cima   | Sidney Robson Nunes |                                            |
| 2025    | Falas da Terra   | Alessandro          | Especial do dia dos Povos Indígenas        |
| 2026    | Os Outros        |                     |                                            |

### Cinema
| Ano  | Título                   | Personagem  | Notas          |
| ---- | ------------------------ | ----------- | -------------- |
| 2014 | A Menina do Guarda-Chuva | Raul        | Curta-metragem |
| 2016 | Aquela Estrada           | Omar        | Curta-metragem |
| 2016 | O Tempo Passa            | Jhone       | Curta-metragem |
| 2019 | Marighella               | Danilo      |                |
| 2020 | O Mezanino               | —           | Curta-metragem |
| 2021 | Oeste Outra Vez          | —           |                |
| 2022 | Trovão Sem Chuva         | Meri Ekureu | Curta-metragem |
| 2022 | Noites Alienígenas       | Paulo       |                |
| 2023 | Ricos de Amor 2          | Tawan       |                |
| 2023 | O Rio do Desejo          | Inaldo      |                |
| 2024 | Eureka                   |             |                |

## Prêmios e Indicações
| Ano  | Prêmio                          | Categoria                    | Produção           |
| ---- | ------------------------------- | ---------------------------- | ------------------ |
| 2022 | Festival de Gramado             | Melhor Ator — Menção Honrosa | Noites Alienígenas |
| 2022 | Festival Guarnicê de Cinema     | Melhor Ator                  | Noites Alienígenas |
| 2022 | Festival de Cinema da Fronteira | Melhor Ator                  | Noites Alienígenas |